# Clifton (New Jersey)
Pour les articles homonymes, voir Clifton.
Clifton est une ville (city) de l’État américain du New Jersey, dans le comté de Passaic. Elle est située dans la banlieue ouest de New York. La population était de 84 136 habitants en 2010.

## Géographie

### Situation
Clifton est située au nord-est du New Jersey, dans la vallée de la rivière Passaic. Elle fait partie de la banlieue ouest de New York, dont elle est distante de 16 km.
Selon le Bureau du recensement des États-Unis, la ville occupe une surface totale de 29,518 km2.

## Histoire
La ville de Clifton est créée le 26 avril 1917 aux termes d'une loi adoptée par la Législature du New Jersey, à la suite d'un référendum local dans le township d'Acquackanonk.

## Démographie
| Groupe            | Clifton | New Jersey | États-Unis |
| ----------------- | ------- | ---------- | ---------- |
| Blancs            | 69,6    | 68,6       | 72,4       |
| Autres            | 12,5    | 6,4        | 6,4        |
| Asiatiques        | 8,9     | 8,6        | 4,8        |
| Afro-Américains   | 4,9     | 13,7       | 12,6       |
| Métis             | 3,6     | 2,3        | 2,9        |
| Amérindiens       | 0,5     | 0,3        | 0,9        |
| Total             | 100     | 100        | 100        |
|                   |         |            |            |
| Latino-Américains | 33,7    | 17,7       | 16,7       |

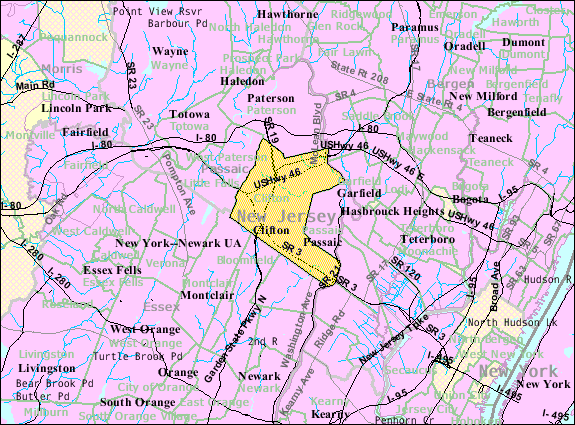
Localisation de Clifton

Selon l'American Community Survey, pour la période 2011-2015, 45,29 % de la population âgée de plus de 5 ans déclare parler l'anglais à la maison, 30,98 % déclare parler l'espagnol, 5,25 % l'arabe, 4,03 % le polonais, 2,61 % le gujarati, 1,75 % le tagalog, 0,96 % l'italien, 0,51 % une langue chinoise, 0,51 % le coréen et 8,11 % une autre langue.